# Еміл Унгуряну
Еміл Унгуряну (рум. Emil Ungureanu; нар. 1 листопада 1936, Тиргу-Жіу - 2012) – румунський шахіст і суддя міжнародного класу, Міжнародний майстер від 1978 року.

## Шахова кар'єра
У другій половині 1960-х і 1970-х роках належав до когорти провідних румунських шахістів. Неодноразово брав участь у фіналі чемпіонату країни, здобувши 3 медалі: дві срібні (1968, 1971) і бронзову (1975). Між 1968 і 1972 роками тричі представляв національну збірну на шахових олімпіадах (кожного разу румунські шахісти займали місця в першій десятці). Також двічі (1973, 1977) був учасником командного чемпіонату Європи, у 1977 році здобувши срібну медаль в особистому заліку на 8-й шахівниці. Кілька разів брав участь у командних чемпіонатах балканських держав, двічі здобувши золоті медалі (1971, 1977) та срібну (1978).
Переміг на турнірах у таких містах, як: Бухарест (1960), Сіная (1961), Сібіу (1970), Крайова (1971), Орадя (1973) і Брашов (1974). 1977 року поділив 4-те місце (позаду Ратміра Холмова, Ніколи Падевського і Властіміла Янси, разом з Міодрагом Тодорчевичем) на турнірі за круговою системою в Тімішоарі. 1999 року на турнірі за швейцарською системою, який відбувся в тому самому місті, поділив 1-ше місце (випередивши, зокрема, Крістіну Аделу Фойшор).
Найвищий рейтинг Ело в кар'єрі мав станом на 1 липня 1972 року, досягнувши 2410 очок займав тоді 7-ме місце серед румунських шахістів.